# Liste d'écrivains portugais par ordre alphabétique

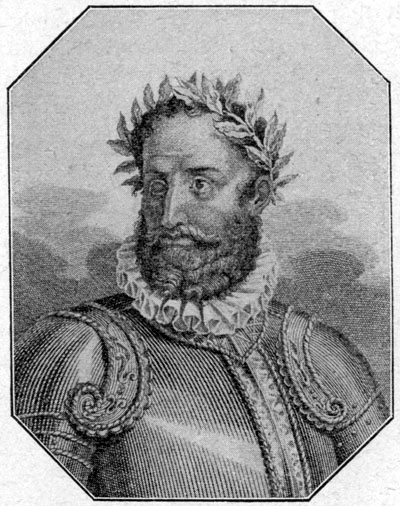
Luis de Camões (1525 - 1580)

Liste d'écrivains portugais par ordre alphabétique :

## A
- Ruben A. (1920-1975)
- Augusto Abelaira (1926 - 2003)
- João Aguiar (1943-2010)
- Al Berto (1948-1997)
- Isabel Alçada (1950-)
- Fialho de Almeida (1857 - 1911)
- João Ameal (1902-1982)
- Thomas de Jésus de Andrade (1529-1582)
- Pedro de Andrade Caminha (1520-1589)
- Eugénio de Andrade (1923 - 2005)
- António Pereira de Figueiredo (1725-1797)
- Sophia de Mello Breyner Andresen (1919 - 2004)

## B
- Leonor Baldaque (1978-)
- Diogo Barbosa Machado (1682-1770)
- Duarte Barbosa (1480-1545)
- Manuel Maria Barbosa de Boccage (usuel: Bocage) (1765 - 1805)
- José Vicente Barbosa du Bocage (1823-1907)
- Tomé Barbosa de Figueiredo Almeida Cardoso (1750c-1822c)
- Maria Isabel Barreno (1939-2016)
- João de Barros (1496 - 1570)
- Barthélemy des Martyrs (1514-1590)
- Sara Beirão (1880-1974)
- Ruy Belo (1933 - 1978)
- Manuel Bernardes (1644 - 1710)
- Maria Graciete Besse (1951-)
- Abel Botelho (1856 - 1917)
- António Botto (1897-1959)
- Teófilo Braga (1843-1924)
- Júlio Brandão (1869 - 1947)
- Raul Brandão (1867 - 1930)

## C
- Pero Vaz de Caminha (1450c-1500c)
- Luis de Camões (1525 - 1580)
- José Cardoso Pires (1925-1988)
- Dulce Maria Cardoso (1964-)
- Álvaro do Carvalhal (1844-1868)
- Armando da Silva Carvalho (1938-2017)
- Maria Judite de Carvalho (1921-1998)
- Mário de Carvalho (1944-)
- Camilo Castelo Branco (1825 - 1890)
- António Feliciano de Castilho (1800-1875)
- Eugénio de Castro (1869 - 1944)
- José Maria Ferreira de Castro (1898 - 1974)
- Luís Filipe Castro Mendes (1950-)
- Manuel Pinheiro Chagas (1842 - 1895)
- António Ribeiro Chiado (1520-1591)
- Hernâni Cidade (1887-1975)
- Mário Cláudio (1941-)
- Trindade Coelho (pt) (1861 - 1908)
- João de Araújo Correia (pt) (1899 - 1985)
- Natália Correia (1923 - 1993)
- Jaime Cortesão (1884-1960)
- Gonçalves Crespo (1846 - 1883)

## D
- Ana Daniel (1928-2011)
- Júlio Dantas (1876 - 1962)
- Antunes da Silva (1921-1997)
- João de Deus de Nogueira Ramos (1830-1896)
- Júlio Dinis (1839 - 1871)
- Mário Domingues (1899-1977)

## E
- Florbela Espanca (1894 - 1930)

## F
- Manuel de Faria e Sousa (1590-1649)
- Almeida Faria (1943-)
- António Feijó (1859 - 1917)
- António Ferreira (1528 - 1569)
- José Maria Ferreira de Castro (1898-1974)
- José Gomes Ferreira (1900 - 1985)
- Vergílio Ferreira (1916 - 1996)
- José dos Santos Ferreira (1919-1993)
- Vergílio Ferreira (1919-1996)
- Rui Ferreira de Sousa (1949-)
- Fialho de Almeida (1857-1911)
- António Pereira de Figueiredo (1725-1797)
- Isabela Figueiredo (1963-)
- Pedro da Fonseca (1528-1599)
- Branquinho da Fonseca (1905 - 1974)
- José Fonseca e Costa (1933-2015)
- Jacinto Freire de Andrade (1597-1657)

## G
- Arnaldo Gama (1828 - 1869)
- Sebastião da Gama (1924 - 1952)
- Correia Garção (1724 - 1773)
- Álvaro García de Zúñiga (1958-)
- Almeida Garrett (1799 - 1854)
- José da Natividade Gaspar (1904-)
- Eduardo Geada (1945-)
- António Gedeão (1906 - 1997)
- Augusto Gil (1873 - 1929)
- Nuno Gomes Garcia (1978 - )
- José Gil (1939 - )
- João Grave (1872 - 1934)
- Elina Guimarães (1904-1991)
- Manuel Gusmão (1945-)

## H
- Dick Haskins (1929-)
- Herberto Helder (1930-2015)
- Alexandre Herculano (1810 - 1877)
- Francisco Manuel Homem Cristo Filho (1892-1928)
- Maria Teresa Horta (1937-)

## J
- Lídia Jorge (1946-)
- Nuno Júdice (1949-)
- Guerra Junqueiro (1850 - 1923)

## K
- Grada Kilomba (1968-)
- Rui Knopfli (1932-1997)

## L
- Maria Lamas (1893-1983)
- Gomes Leal (1848 - 1921)
- Irene Lisboa (1892 - 1958)
- João Lobeira (1233-1285)
- António Lobo Antunes (1942 - )
- Fernão Lopes (1380 - 1460)
- Henrique Lopes de Mendonça (1856-1931)
- Afonso Lopes Vieira (1878 - 1946)
- Ilse Losa (1913-2006)
- Eduardo Lourenço (1923-)

## M
- José Agostinho de Macedo (1761 - 1831)
- Valter Hugo Mãe (1971-)
- Sebastião de Magalhães Lima (1850-1928)
- José de Matos-Cruz (1947-)
- João Mascarenhas (1589-16??)
- Luzia Maria Martins (1927-2000)
- Francisco Manuel de Melo (1608 - 1666)
- Pedro Homem de Melo (1904 - 1984)
- Fernão Mendes Pinto (1511-1583)
- Francisco Xavier de Meneses (1673-1743)
- Fernando de Menezes (1614-1699)
- Raúl Mesquita (1949-)
- José Rodrigues Miguéis (1901 - 1980)
- Francisco Sá de Miranda (1485 - 1558)
- Miguel Miranda (écrivain) (1956-)
- Paulo José Miranda (1965-)
- Luís de Sttau Monteiro (1926 - 1993)
- Nuno de Montemor (1881-1964)
- Luis de Montoya (1497-1569)
- Francisco de Moraes (1500-1572)
- Maria Olga de Moraes Sarmento da Silveira (1881 - 1948)
- Wenceslau de Moraes (1854-1929)
- Vasco Graça Moura (1942-2014)
- David Mourão-Ferreira (1927 - 1996)

## N
- Fernando Namora (1919 - 1989)
- Vitorino Nemésio (1901 - 1978)
- Almada Negreiros (1893-1970)
- António Nobre (1867 - 1900)

## O
- Alexandre O'Neill (1924-1986)
- Joaquim Pedro de Oliveira Martins (1845-1894)
- Isaac Orobio de Castro (1617-1687)
- Ramalho Ortigão (1836 - 1915)
- Jerónimo Osório (1506-1580)

## P
- Luiz Pacheco (1925-2008)
- Joaquim Paço d'Arcos (1908 - 1979)
- Acácio de Paiva (1863-1944)
- Teixeira de Pascoaes (1877 - 1952)
- João Ricardo Pedro (pt) (1973-), romancier
- José Luís Peixoto (1974-)
- Gabriel Pereira de Castro (1571-1632)
- António Pereira de Figueiredo (1725-1797)
- Fernando Pessoa (1888 - 1935)
- Alberto Pimenta (1937-)
- Alberto Pimentel (1849 - 1925)
- Manuel António Pina (1943-2012)
- Fernão Mendes Pinto (1510 - 1583)
- Jacinto Lucas Pires (1974-)
- José Cardoso Pires (1925 - 1998)
- Eduardo Pitta (1949-)
- Raul Proença (1884-1941)

## Q
- Eça de Queiroz (1845 - 1900)
- Teixeira de Queiroz (1848 - 1919)
- Antero de Quental (1842 - 1891)
- Domingos dos Reis Quita (1728-1770)

## R
- António Ramos Rosa (1924-2013)
- Manuel João Ramos (1960-)
- Alves Redol (1911 - 1969)
- José Régio (1901 - 1969)
- Bernardim Ribeiro (1482-1552)
- Joaquim Ribeiro de Carvalho (1880-1942)
- Aquilino Ribeiro (1885 - 1963)
- Tomás Ribeiro (1831 - 1901)
- Luís Miguel Rocha (1976-2015)
- António Xavier Rodrigues Cordeiro (1819-1896)
- José Rodrigues Miguéis (1901-1980)
- Urbano Tavares Rodrigues (1923-2013)
- Dulce Rodrigues (1941 - )
- José Rodrigues dos Santos (1964-)

## S
- Sá de Miranda (1481-1558)
- Mário de Sá-Carneiro (1890 - 1916)
- Francisco de São Agostinho Macedo (1596 - 1681)
- José Saramago (1922 - 2010)
- Jorge de Sena (1919 - 1978)
- Fernanda Seno (1942-1996)
- António José da Silva (1705 - 1739)
- Miguel Sousa Tavares (1952-)
- Jörge de Sousa Noronha (1936-)
- Achilles Statius (1524-1581)

## T
- Gonçalo M. Tavares (1970-)
- Teixeira de Pascoaes (1877-1952)
- Luís Filipe Thomaz (1942-)
- José Tolentino de Mendonça (1965-)
- João Tordo (1975-)
- Miguel Torga (1907 - 1995)

## V
- José Rodrigues Vale (1866-1934)
- Valério Romão (1974-)
- Maria Velho da Costa (1938-)
- Cesário Verde (1855-1886)
- Gil Vicente (1465 - 1537)
- Silvino Vidal (1850-1937)
- Alice Vieira (1943-)

## Z
- Richard Zimler (1956 - )
- Rui Zink (1961-)
- Gomes Eanes de Zurara (1410-1474c)